# Рождествено (Суворовский район)
Рождествено — село в Суворовском районе Тульской области России. 
В рамках административно-территориального устройства входит в Рождественскую сельскую территорию Суворовского района, в рамках организации местного самоуправления входит в Северо-Западное сельское поселение.

## География
Расположено в 85 км к западу от центра города Тулы и в 11 км к западу от центра города Суворов.

## Население
| 2002 | 2010 |
| ---- | ---- |
| 1206 | ↘886 |